# 775 Lumière
775 Lumière eller 1914 TX är en asteroid i huvudbältet, som upptäcktes 6 januari 1914 av den franske astronomen Joanny-Philippe Lagrula i Nice. Den har fått sitt namn efter de franska bröderna Auguste och Louis Lumière.
Asteroiden har en diameter på ungefär 31 kilometer och den tillhör asteroidgruppen Eos.